# Vinícius Caldeira Brant
Vinícius José Nogueira Caldeira Brant  (Belo Horizonte, 23 de março de 1941 - São Paulo, 25 de maio de 1999) foi um economista e sociólogo brasileiro. Fez parte de uma geração que, no início dos anos 1960,  defendia um projeto de mudanças radicais na sociedade brasileira. 
Quando aluno da Faculdade de Ciências Econômicas da Universidade Federal de Minas Gerais,  participou da organização das Ligas Camponesas. Presidiu a Liga da Juventude Trabalhista, ligada ao Partido Trabalhista Brasileiro, e  atuou na formação do Movimento Revolucionário Tiradentes, ligado às Ligas Camponesas. Militante do movimento estudantil, integrou a Juventude Universitária Católica. Em maio de 1962, foi um dos fundadores da Ação Popular (AP), organização política com predominância de militantes da esquerda cristã, egressos dos movimentos de leigos da Ação Católica. Em julho do mesmo ano,  foi eleito presidente da União Nacional dos Estudantes (UNE) , tendo como seu vice, o cineasta Geraldo Moraes . 
Deixou a presidência da UNE em julho de 1964. Após concluir cursos de graduação em sociologia, política e administração pública, parte para a Europa em fevereiro de 1964, fixando-se em Paris, onde fez cursos de pós-graduação na École Pratique des Hautes Études, passando  a trabalhar com Alain Touraine num projeto de pesquisa sobre os problemas sociais ligados à industrialização da América Latina. 
De volta ao Brasil, permanece três anos na clandestinidade. Com o padre  Alípio de Freitas, liderou o grupo dissidente da AP,que criou o PRT (Partido Revolucionário dos Trabalhadores), também clandestino, atuante entre 1969 e 1971, quando foi desbaratado pelo aparato repressivo do regime militar.  Vinícius é preso em 1970 e, em 1971, seria condenado a cinco anos de prisão, com base na Lei de Segurança Nacional,sendo todavia libertado em 1973.
Em 1974, é convidado por Fernando Henrique Cardoso a integrar a equipe de pesquisadores do Cebrap. No mesmo ano, em setembro, Vinícius  é preso e levado à sede do DOI-CODI, juntamente com outro pesquisador da entidade, Paul Singer,  e é longamente torturado. Por interferência de Dom Paulo junto ao general Ednardo D'Ávila Mello, ambos são libertados. Dias depois, a sede do Cebrap sofre um atentado a bomba.

Vinícius (segundo da esquerda para a direita), Dom Paulo, Paul Singer e Raquel Rolnik (c. 1990)

No Cebrap foi um dos coordenadores dos projetos São Paulo 1975: Crescimento e Pobreza (1976) e São Paulo, Trabalhar e Viver (1989).  Também foi co-editor de São Paulo, o Povo em Movimento (1980), entre outros trabalhos.
Em 1975, casou-se com Bárbara Abramo, com quem teve uma filha, Maria.
Em 1980,  foi um dos fundadores do Partido dos Trabalhadores,  ao lado de outros intelectuais historicamente ligados à esquerda, como Francisco Weffort, Plínio de Arruda Sampaio, Perseu Abramo, Mário Pedrosa, Sérgio Buarque de Holanda, Chico de Oliveira e Paul Singer.
Em 1990, publicou Paulínia: petróleo e política 
Em 1991, tornou-se professor titular de sociologia da Universidade Federal de Minas Gerais. Nos últimos anos de sua vida, dedicou-se  à sociologia do trabalho. Em 1994, publicou  O Trabalho encarcerado (Forense), resultado de uma pesquisa sobre a exploração do trabalho dos presos no Estado de São Paulo.
Em maio de 1999, Vinícius foi internado no Hospital das Clínicas, em São Paulo, onde sofreu uma cirurgia para a retirada de um tumor no estômago. No entanto, nas duas semanas seguintes à internação, seu estado de saúde deteriorou-se  em consequência de uma infeção pulmonar, e ele não resistiu. Faleceu no dia 25 de maio, aos 58 anos.

## Artigos de Vinícius Caldeira Brant
- Desenvolvimento Agrícola e Excedentes Populacionais na América Latina ( Notas Teóricas).
- "Do colono ao boia-fria: transformações na agricultura e constituição do mercado de trabalho na Alta Sorocabana de Assis. Estudos Cebrap, nº 19, p. 37-92,  São Paulo, 1977.
- Nota Sobre as Interpretações Burocráticas da Burocracia ou As Artes da Tesoura.Estudos Cebrap, nº 17, p. 148 -160
- Estrutura Agrária e Democracia na América Latina. Estudos Cebrap, nº 27, p. 84 - 102.